# Кучерявых, Андрей Александрович
Андрей Александрович Кучерявых (род. 24 сентября 1970, Павлодар) — советский и казахстанский футболист, тренер.

## Карьера

### Футболиста
Начинал свою карьеру в советском первенстве в павлодарском «Тракторе», который после независимости Казахстана носил название «Ансат», а потом — «Иртыш». Также Кучерявых выступал за «Кайрат» и «Есиль». Четыре раза хавбек становился чемпионом страны. 14 июня 1996 года Кучерявых дебютировал за сборную Казахстана в матче отборочного турнира Кубка Азии против Катара (1:0). Всего за национальную команду он провёл семь игр, в которых забил один гол.

### Тренера
Свою тренерскую карьеру начал в штабе «Иртыша». На родине самостоятельно возглавлял такие клубы, как «Казахмыс», «Экибастуз» и «Кызыл-Жар СК». Летом 2019 года стал помощником наставника в омском «Иртыше», возглавлял молодёжную команду. Фактический исполняющий обязанности главного тренера в подготовительном периоде к сезону 2023/24. 6 апреля 2024 года был представлен в качестве временно исполняющего обязанности главного тренера «Иртыша». 10 апреля 2024 года стал старшим тренером клуба в штабе Максима Мишаткина.

## Достижения
- Чемпион Казахстана (4): 1993, 1997, 2002, 2003.
- Обладатель Кубка Казахстана: 1997/98.